# Pandolce
Il pandolce genovese o semplicemente pandolce (in ligure pandöçe o pan döçe, nella Liguria di ponente pan du bambin), spesso detto anche panettone genovese, è un prodotto tipico soprattutto del Genovesato, ma anche del resto della Liguria.
È un dolce comune durante le festività natalizie: di forma circolare, ne esistono due versioni "alto" e "basso". Storicamente la prima versione è stata la "alta", lievitata naturalmente e con tempi di preparazione molto lunghi, mentre solo alla fine del 1800, con l'introduzione di lieviti chimici, è nata la versione "bassa", molto più veloce da preparare.

## Storia
Nel Regno Unito e negli Stati Uniti d’America è chiamato Genoa Cake ("torta di Genova"). Un dolce simile viene prodotto nei paesi dell'Est Europeo e dalla Persia, si chiama paska. Secondo una leggenda fu un doge, o Andrea Doria ammiraglio della Repubblica di Genova, nel '500, a bandire un concorso tra i maestri pasticceri di Genova per un dolce rappresentativo della ricchezza di Genova, nutriente, a lunga conservazione e adatto ai lunghi viaggi per mare.

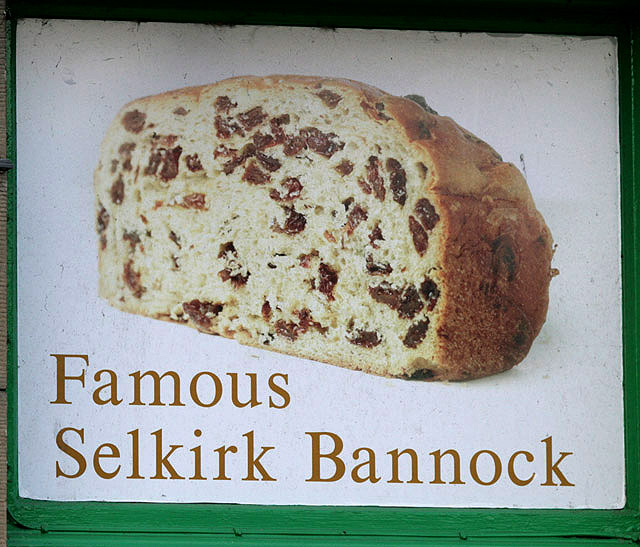
Pandoloce genovese inglese chiamato Selkirk Bannock

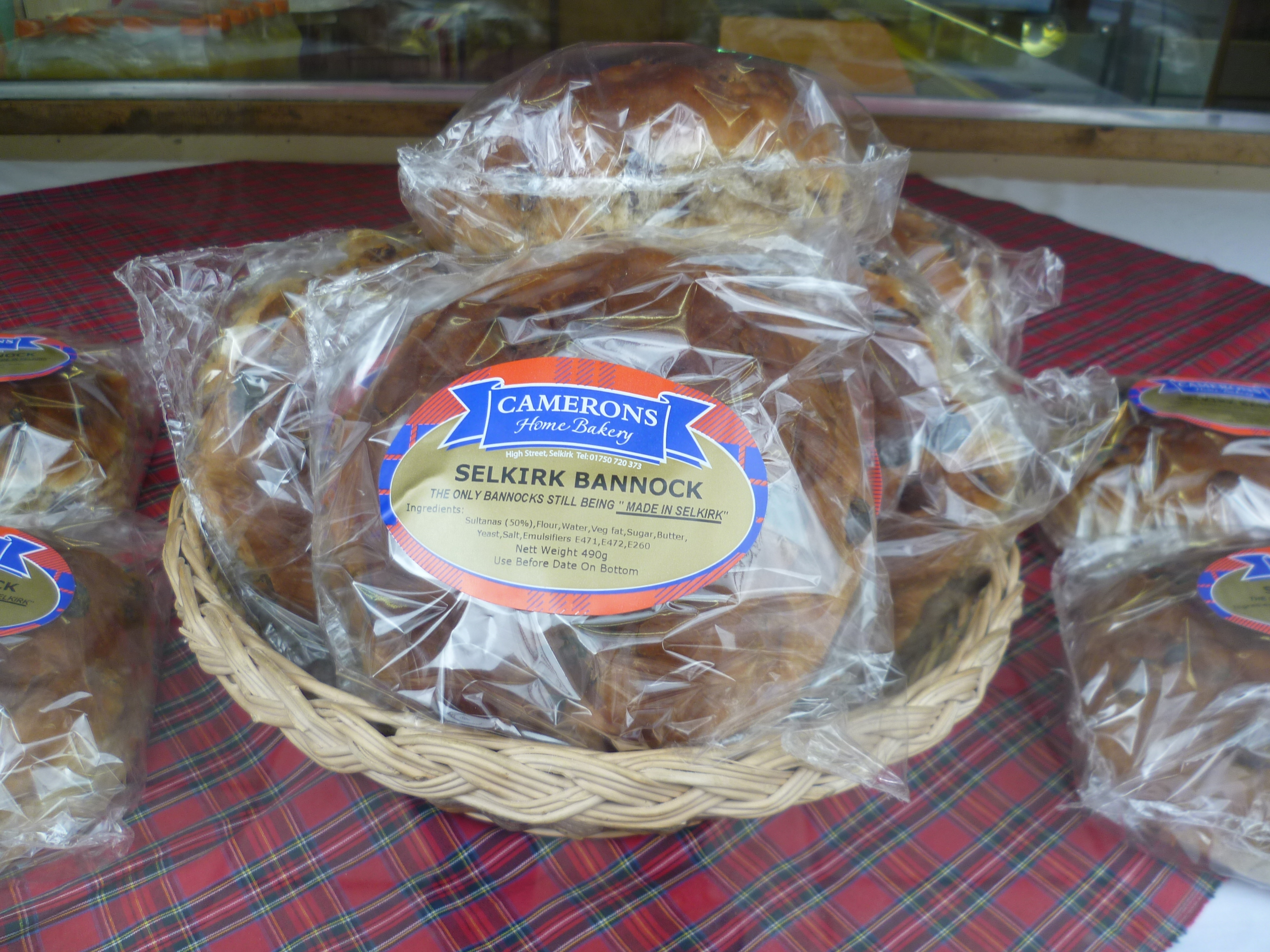
Pandolce genovese in vendita in tutti i supermercati della Gran Bretagna

A Selkirk nel 1859, il panettiere scozzese Robbie Douglas, ha fatto un pandolce genovese e l'ha chiamato Selkirk Bannock. Si tratta di una varietà spugnosa e burrosa di torta di frutta, a base di farina di grano e contenente una grande quantità di uva passa. Quando la regina Vittoria visitò Sir Walter Scott, nipote di Abbotsford, si dice che abbia preso il suo tè con una fetta di Selkirk Bannock. Oggi i Selkirk Bannocks sono popolari in tutta la Gran Bretagna e possono essere trovati nella maggior parte dei grandi supermercati.

## Tradizione
La tradizione antica vorrebbe che andasse portato in tavola dal più giovane della casa, servito con nel mezzo un rametto di alloro, simbolo di fortuna e benessere. Appena portato dal giovane, egli dovrebbe consegnarlo al più anziano di casa per essere tagliato e distribuito. Inoltre, una fetta va conservata per il primo povero che suona alla porta ed un'altra per il giorno di San Biagio (3 febbraio).

## Ingredienti
- farina
- burro
- anice
- lievito
- uva sultanina
- zibibbo
- zucca candita
- cedro candito
- pinoli
- acqua di fiori d'arancio
- semi di finocchio

Talvolta nella ricetta viene aggiunto latte o vino Marsala o pistacchi.